# Impire
Impire est un jeu vidéo de type god game et stratégie en temps réel développé par Cyanide Studios Montréal et édité par Paradox Interactive, sorti en 2013 sur Windows.

## Accueil
- Canard PC : 3/10[1]